# Внешняя политика Индии
Внешняя политика Индии основана на принципах стратегической автономии, многовекторности и прагматизма. Она строится на историческом наследии движения неприсоединения, то есть неучастия в военных блоках. 

## Обзор
Индия вступила в XX столетие c желанием обрести своё достойное место на арене международной политики. Интеллектуальная элита, в лице Тагора, Ганди и Неру, сознательно уходила от прямолинейных трактовок в теоретизации глобального статуса той или иной державы. Это объяснялось тем, что Индия на тот момент действительно была слаба и не являлась сколь-нибудь внушительной силой по стандартным в этом отношении меркам реалполитики. В этих условиях, элита была вынуждена стремиться обращаться к самой широкой аудитории в своих рассуждениях на тему будущего для Индии и приобретения ею международной самостоятельности, и, как следствие, определённых полномочий.
После обретения независимости в 1947 году, Джх. Неру с помощью разработанной им доктрины «личного интеллектуального интереса» добился для своей страны, в условиях Холодной войны и биполярного противостояния, собственного «международного голоса», который был основан не на профессионализме властных институтов Индии или реальных возможностях государства, а скорее, на крайне удачливом комбинировании легитимности власти и международном лавировании вне категорий реалполитики.
Индийские амбиции в достижении уровня Глобального Лидера получили новое развитие в последние[какие?] (2000-е?) годы, когда внутренние преобразования меняют и модернизируют страну более, чем за все сорок лет с момента реформ Неру. С уверенностью можно сказать, что Индия — пример преодоления «тихой» социальной революции, когда демократия, а теперь ещё и экономический рост, создаёт новую политическую элиту, с новыми устремлениями найти место Индии на карте основных игроков мира.
Хотя, по сравнению с предыдущими годами, как это ни покажется на первый взгляд странным, варианты и поле для такого манёвра у Индии сильно ограничены.
Сегодня желания обретения одной лишь только эфемерной «гипермощи» даже при условии обретения её в конце концов не достаточно: в крайне взаимозависимом мире, которого мы наблюдаем сейчас, стандартные оценки военной и экономической мощи того или иного государства уже не работают. Они не смогут в достаточном объёме удовлетворить и Индию. Если Индия желает достигнуть реального глобального влияния, более солидного международного веса, то необходимо не просто наращивать свою военную мощь и упорядочивать свою внутреннюю экономику, добиваясь ускоренного роста ВВП, — необходимо базировать свой дальнейший успех на взаимозависимости с «передовыми экономиками». Такую тактику, избрала для себя КНР.
Конец Холодной войны подразумевал под собой триумф Запада, но, фактически, обозначил лишь новый уровень «геополитического беспокойства». Европа, пытаясь быть самодостаточной в своём «новом обличии», предпринимает всё новые и новые усилия к выстраиванию иных, нежели прежде, отношений со своим самым близким партнёром и союзником — США. Вторым вызовом этой «геополитической неустойчивости» явился крах выстраивания панарабского национального государства, который был заменён очагами исламского экстремизма, ожоги которых чувствуют на себе Европа, США, Азия и Африка. И, наконец, третьим, существенным фактором в рассматриваемом выше вопросе является возвышение Азии, и прежде всего АТР, до роли «большой кузницы мира» с Китаем в авангарде и Индией, готовой обрести себя в новой для неё роли одного из гегемонов современности.
Какой вектор развития в данной ситуации выберет Индия, безусловно, покажет время; но уже сегодня  можно сказать, что Дели никогда не будет ограничивать себя какими-либо рамками, пускай даже и рамками «стратегического партнёрства». Поскольку вот уже 60 лет, с момента обретения независимости от британской короны, эта страна видит себя бесспорным лидером всей Южной Азии, а в условиях современности амбиции индийской политической элиты на глобальную роль этой страны во всём объёме современного политэкономического устройства мира уже практически не скрываются. Людской ресурс, цивилизационная составляющая и, прежде всего, условия глобализации активно способствуют реализации проекта глобального доминирования Индии, не занимающей «блестящее» геополитическое положение, если иметь в виду географические границы этого государства.
Президенты США Клинтон, Буш и Обама посещали Индию с государственными визитами, а Обама назвал Индию одним из главных партнёров США XXI века, поскольку Индия имеет жизненно важное значение для стратегических интересов США в Азиатско-тихоокеанском регионе и во всем мире. В конце 2010-х Индия сместила вектор в сторону США, подписав несколько договоров и увеличив свои закупки вооружения у них. Также Индия вошла в новый альянс — «Четырехсторонний диалог по безопасности» (QUAD), созданный в 2007 году и перезапущенный в 2017 (который с момента образования называли «азиатским НАТО»), куда также входят Соединенные Штаты и их союзники Австралия и Япония.

## Партнёрство с Россией

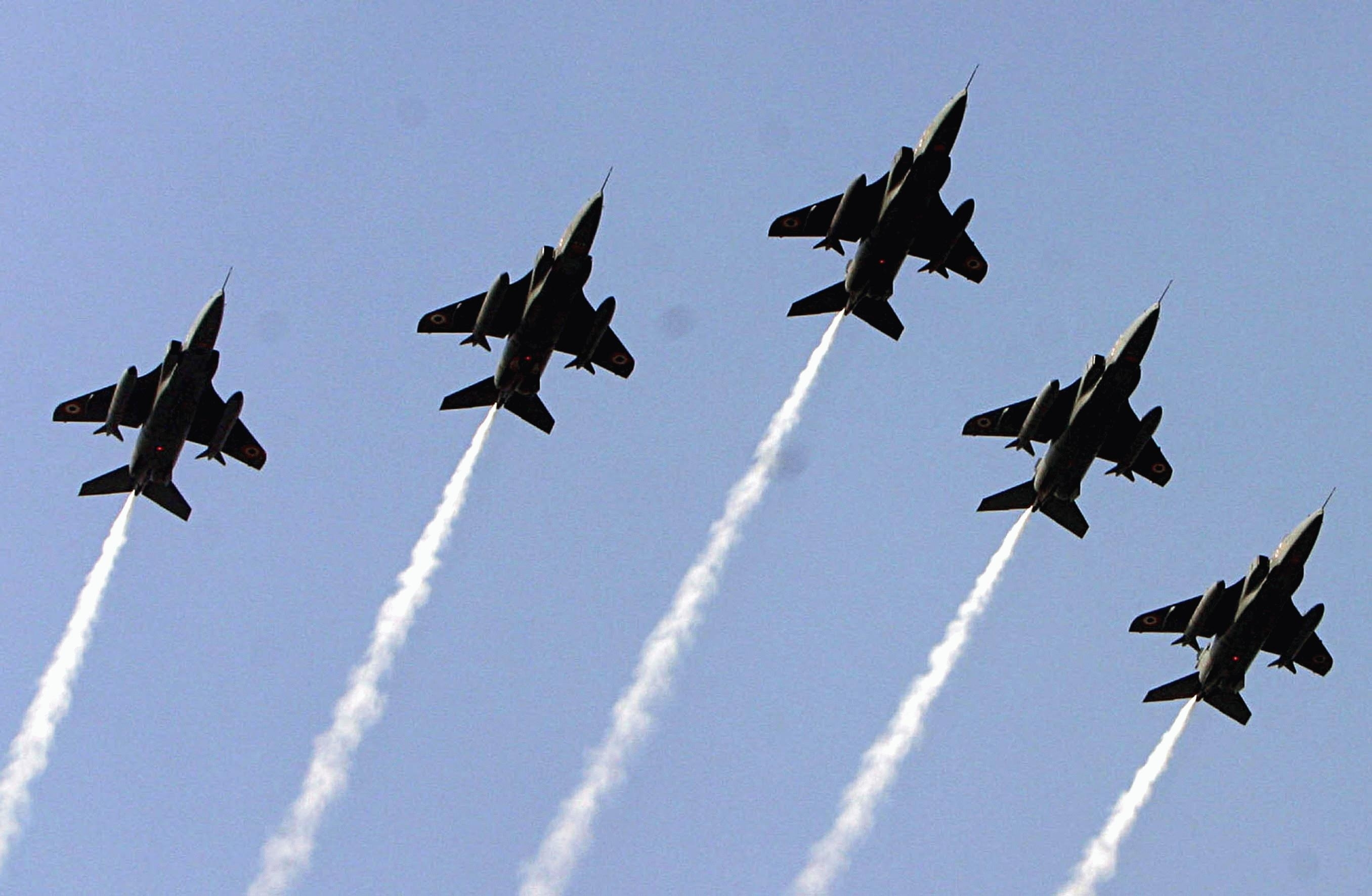
Показательные выступления индийских ВВС

Индийский субконтинент никогда не уходил из сферы интересов российской дипломатии. Исторический курс Москвы на евро-американское сосуществование совсем не противоречит интересам РФ в Южной Азии.
Тем более что две страны связывают многолетние политико-экономические и культурные связи. Начиная с 1960-х годов Советский Союз по праву мог считать себя творцом «новой Индии»: советские специалисты работали над созданием индустрии этого южноазиатского государства и, уже в наше время, над поддержанием и развитием статуса мощной региональной державы, который страна получила при активном участии опять-таки советской дипломатии.
Впрочем, до середины 1950-х годов правление Джавахарлала Неру оценивалось в СССР крайне негативно. В отражающей официальную точку зрения публичной лекции, прочитанной в 1950 году, утверждалось:
Индия, в которой правящей партией является Национальный конгресс, якобы исповедующий учение Ганди о ненасилии, сейчас является страной, где буржуазно-помещичья диктатура проявляется в наиболее неприкрытой террористический форме. И это не случайно: террористический режим индийского правительства является ярким свидетельством слабости его социальных позиций.
В советские времена у СССР была односторонняя ориентация на Индию (в противовес Пакистану).
Российская Федерация
Впоследствии, у Индии и России сложились прочные связи во многих сферах, включая экономику и внешнюю торговлю, науку и технологию, культуру, оборону, космос и атомную энергетику. Глубина отношений, их политическая и стратегическая сущность проявляются в единстве подходов как к политическим, так и экономическим проблемам. Индийские инвестиции в нефтяной проект «Сахалин-1» и помощь России в строительстве атомной электростанции в Куданкуламе на юге Индии — вот два конкретных примера успешного двустороннего сотрудничества в сфере энергетики.
Россия помогает Индии и в реализации космической программы. Эти страны совместно разработали и теперь производят сверхзвуковые крылатые ракеты «БраМос». Есть и другие примеры успешного индийско-российского взаимодействия.
Индия гордится тем, что на её долю приходится часть наследия Николая и Святослава Рерихов. В качестве вклада в укрепление двусторонних культурных связей Индия в 2002 году выделила значительную сумму денег для приведения в порядок и сохранения рериховских усадеб в штатах Химачал-Прадеш и Карнатака. «Мы надеемся, что наши усилия сохранить эти исторические связи станут символом культурных отношений между Индией и Россией.
Они найдут своё отражение во многих новых проектах, цель которых — увековечить наше совместное культурное наследие».

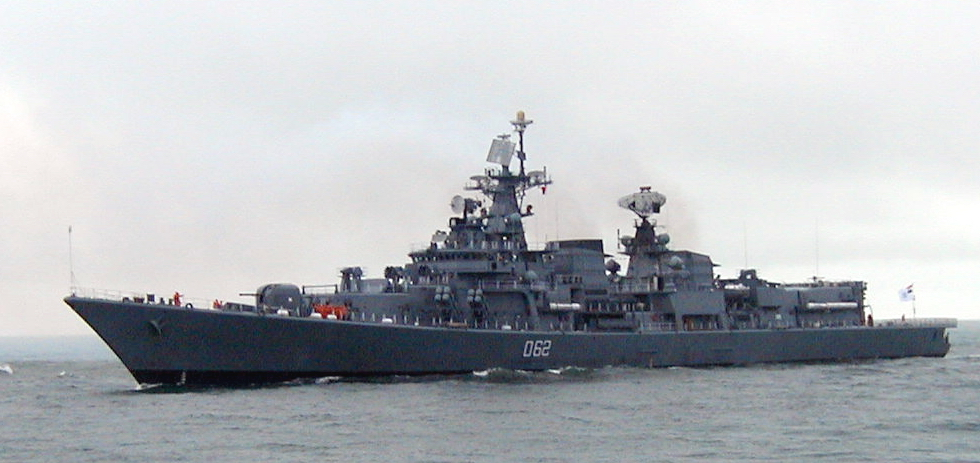
Показательные выступления индийских ВМС

И хотя 1990-е годы были отмечены некоторым отдалением России от политической обстановки в Южной Азии, последние годы говорят о наращивании и восстановлении былого уровня международного партнёрства. Тем более, что известной исторической фигурой уже в 1920-х годах прошлого столетия был выдвинут тезис о стратегическом партнёрстве Советской России, Индии и Китая. Официально о стратегическом треугольнике «Москва — Пекин — Дели» принято не распространяться, но так или иначе многие политики и средства массовой информации этих стран, да и не только, — ведут о нём дискуссию. Многие соглашаются, что интенсификация трехстороннего сотрудничества будет способствовать созданию многополярного мира. Однако, планы создания такого «треугольника» (во главе с США) существуют и в госдепартаменте Соединённых Штатов, где Индию рассматривают как потенциальный противовес всё возрастающей роли КНР в современном мире.
5 октября 2018 года РФ и Индия подписали контракт на поставку зенитно-ракетных комплексов С-400 «Триумф» в Индию; сумма сделки превышает 5 млрд долл..

## Индийско-американские отношения
Дипломатические отношения между странами установлены в 1947 году.
Индия имеет жизненно важное значение для стратегических интересов США в Азиатско-тихоокеанском регионе и во всем мире. Президенты Клинтон, Буш и Обама посещали Индию с государственными визитами, что подчеркивает растущую важность двусторонних отношений (Обама назвал Индию одним из главных партнёров США 21-го века).
Госдепартамент Соединённых Штатов рассматривают Индию как потенциальный противовес всё возрастающей роли КНР в современном мире. Эти две страны объединяют общие ценности, включая такие, как: верховенство закона, демократически избранное правительство и обеспечение глобальной безопасности, также страны объединяет бывшая принадлежность к Британской империи в качестве колоний. Соединённые Штаты являются одним из крупнейших торговых партнёров Индии. Американо-индийская двусторонняя торговля увеличилась за последние десять лет в четыре с половиной раза и составила в 2011 году 86 млрд. долларов США. В 2023 году Соединëнные Штаты и Индия согласовали дорожную карту военно-промышленного сотрудничества, поскольку Нью-Дели стремится уменьшить свою зависимость от ключевого поставщика вооружений — России, в условиях не спадающей напряжëнности в отношениях с Китаем.

## Индийско-пакистанские отношения
Отношения между Индией и Пакистаном являются напряжёнными из-за ряда исторических, религиозных и политических вопросов.
В 1947 году Британская Индия обретает независимость от Британской империи. При этом бывшая колония разделяется на мусульманское государство доминион Пакистан и светское государство Индийский союз, для предотвращения гражданской войны. Ряд княжеств отказывается от присоединения к доминиону Пакистан или Индийскому союзу. Большая их часть, кроме княжества Джамму-и-Кашмир, войдёт в состав Индийского союза.
В течение 1947 года Пакистан произвёл военную интервенцию в Джамму-и-Кашмир с целью его захвата; Индийский союз также выдвигает территориальные претензии на Джамму-и-Кашмир; в том же году начинается Первая индо-пакистанская война, которая завершается в 1949 году; в том же году при поддержке ООН проводится временная граница между Индийским союзом и Пакистаном в Джамму-и-Кашмир, которая не определяется для ледника Сиачен. Индийский Союз и Пакистан претендуют на весь Джамму-и-Кашмир.
В 1965 году начинается Вторая индо-пакистанская война. В том же году При вмешательстве Китайской Народной Республики и ООН боевые действия прекращаются; Индийский союз и Пакистан возвращаются к довоенным границам контроля. Территориальный спор сохраняется.
В 1971 году Индийский союз оказывает поддержку сепаратистам в Восточном Пакистане, вытесняя от туда войска Пакистана. Бангладеш обретает независимость.
В 1974 и 1998 годах Индийский союз и Пакистан соответственно — проводят первые ядерные испытания.
В 1990-е годы Индийский союз обвиняет Пакистан в поддержке терактов на территории Индии, Пакистан отрицает обвинения.
В 1999 году Пакистан вторгается в индийский город Каргил в Джамму-и-Кашмир, происходит Каргильская война между Индийским союзом и Пакистаном.
На момент начала 2021 спор между Индийским союзом и Пакистаном о территориальной принадлежности Джамму-и-Кашмир не разрешён.

## Индийско-китайские отношения
Китай — основной конкурент Индии в регионе. Страны сотрудничают в вопросах экономики (В 2013 году товарооборот двух стран составил 65,5 млрд долларов) и реформирования институтов.

## Индийско-бутанские отношения
Двусторонние отношения между Бутаном и Индией традиционно были близки. С момента обретения независимости в 1947 году, Индия унаследовала от Британской империи сюзеренитет над Бутаном. Хотя с того времени многое изменилось, Индия по-прежнему оказывает влияние на внешнюю политику, оборону и торговлю Бутана.
Индия была и остаётся основным партнёром Бутана, в экономике, политике, культурном обмене. На Индию приходится подавляющая доля внешнеторговых операций.
Жители Индии могут почти без ограничений посещать Бутан, что значительно сложнее для жителей других стран. Бутанцы часто посещают Индию — для учёбы, лечения, паломничества, бизнеса. Многие бутанцы закончили индийские университеты.
Индия поддерживает Бутан в военном отношении.
Вместе с тем Бутан относится к Индии с некоторой осторожностью, опасаясь за свой суверенитет и культурную идентичность.